# Hang Fire
«Hang Fire» —en español: «Relájate»— es una canción de la banda inglesa The Rolling Stones compuesta por Mick Jagger y Keith Richards incluida en el disco Tattoo You de 1981 y lanzada como tercer sencillo del mismo, teniendo como cara B a «Neighbours».

## Historia
La canción fue grabada originalmente en París en el año 1978 durante las sesiones del disco Some Girls y las letras se agregaron posteriormente para el disco Tattoo You; en ella se habla acerca de la situación de los trabajadores que se encontraban en paro en la época de la crisis económica de Gran Bretaña a finales de los años 70. 
Su lado B, «Neighbours», se convertiría en un éxito televisivo, al que también le crearon un videoclip.
Por su parte, representa una de las pocas veces que la banda escribió abiertamente de política, y es notable que nunca fue lanzado como sencillo en Inglaterra, a pesar de que la banda estaba de gira por Europa durante el lanzamiento en América del Norte.
La ironía plasmada en las letras y el comentario sobre la sociedad inglesa se remonta a algunas de las canciones más socialmente incorrectas del grupo de los años sesenta, como «Mother's Little Helper», «19th Nervous Breakdown» y «Street Fighting Man».
«Hang Fire» fue lanzada como sencillo en Estados Unidos en abril de 1982, convirtiéndose en un éxito radial alcanzando el puesto 20 en las listas; nunca fue lanzada en Inglaterra.

## Personal
Acreditado:
- Mick Jagger: voz.
- Keith Richards: guitarra eléctrica, coros.
- Ron Wood: guitarra eléctrica, bajo, coros.
- Bill Wyman:
- Charlie Watts: batería.
- Ian Stewart: piano.

## Posiciones en listas
| Lista                              | Mejor posición |
| ---------------------------------- | -------------- |
| Estados Unidos (Billboard Hot 100) | 20             |

## En la cultura popular
La canción también forma parte del soundtrack de la película The Bounty Hunter.